# Nessus
Nessus — программа для автоматического поиска известных изъянов в защите информационных систем. Она способна обнаружить наиболее часто встречающиеся виды уязвимостей, например:
- Наличие уязвимых версий служб или доменов
- Ошибки в конфигурации (например, отсутствие необходимости авторизации на SMTP-сервере)
- Наличие паролей по умолчанию, пустых, или слабых паролей

Программа имеет клиент-серверную архитектуру, что сильно расширяет возможности сканирования.
Согласно проведенному порталом securitylab.ru опросу, nessus используют 17 % респондентов 

## Использование
Прежде всего используется для сканирования портов и определяет сервисы, использующие их. Также проводится проверка сервисов по базе уязвимостей. Для тестирования уязвимостей используются специальные плагины, написанные на языке NASL(Nessus Attack Scripting Language).
База уязвимостей обновляется еженедельно, однако для коммерческих подписчиков есть возможность загружать новые плагины без семидневной задержки.
При отключенной опции «safe checks» некоторые тесты на уязвимости, используемые Nessus, могут привести к нарушениям в работе сканируемых систем.

## История
Проект Nessus был основан в 1998. Первоначально являлся программным обеспечением с открытым исходным кодом. В октябре 2005 года компания Tenable Network Security приняла решение закрыть исходный код приложения и сделать его проприетарным.Исходный код Nessus 2 послужил основой проекта открытого сканера уязвимостей OpenVAS.